# Bibliotheca Chemica Curiosa

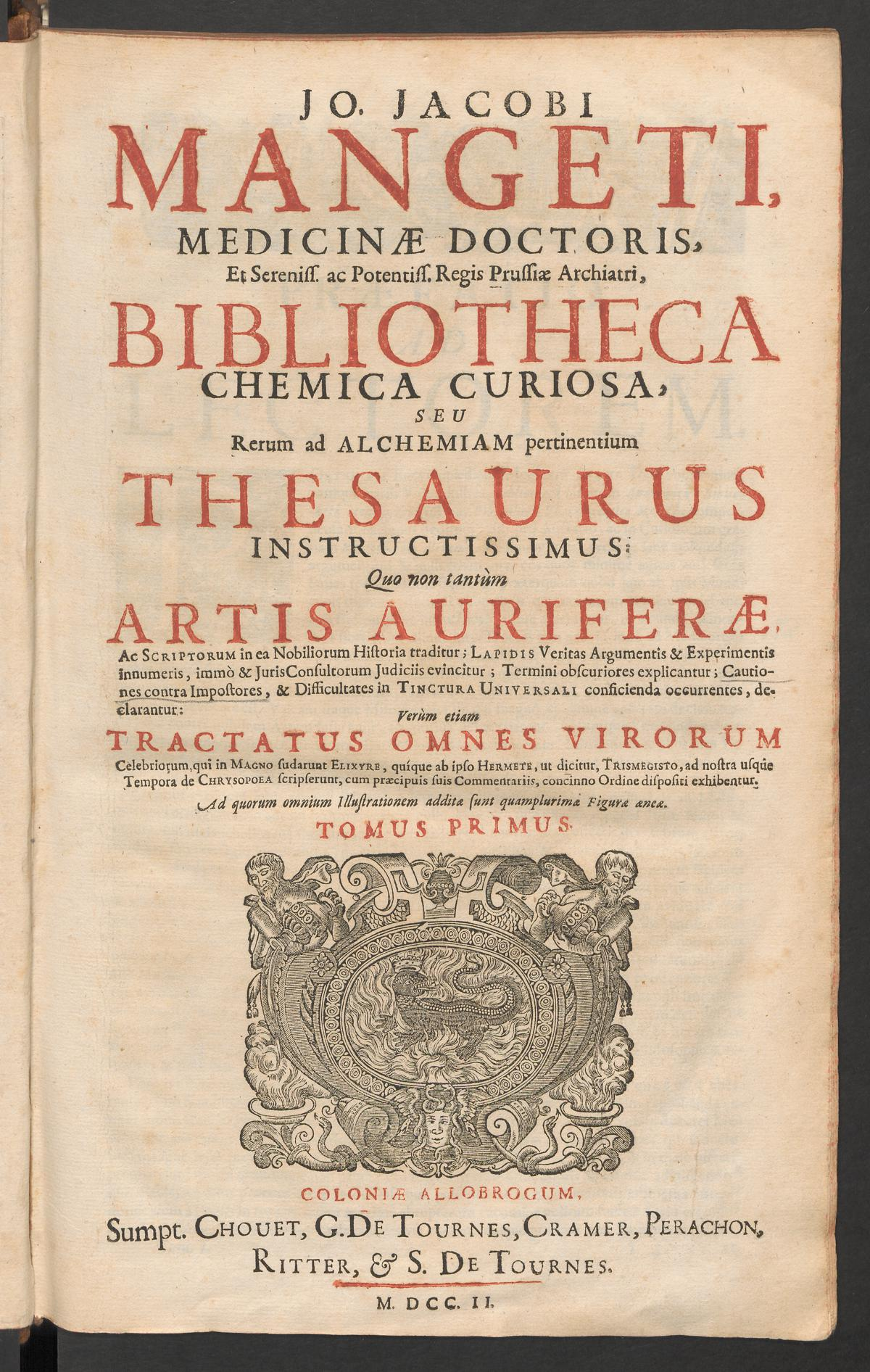
Titelblatt des ersten Bands

Die Bibliotheca Chemica Curiosa ist eine 1702 in Genf (bei Chouet) erschienene Sammlung alchemistischer Texte, herausgegeben von Jean-Jacques Manget. Sie enthält in zwei Bänden von je über 900 Seiten 143 Texte und ist damit neben dem Theatrum Chemicum eine der umfangreichsten Sammlungen alchemistischer Texte.
Sie basiert auf Nachdrucken älterer Veröffentlichungen, auch aus dem Theatrum Chemicum und dem Theatrum Chemicum Britannicum.

## Inhalt

### Band 1
- Olaus Borrichius: De Ortu et Progressu Chemiæ Dissertatio
- Olaus Borrichius. Conspectus Scriptorum Chemicorum Celebriorum.
- Athanasius Kircher: De Lapide Philosophorum Dissertatio
- Athanasius Kircher: De Alchymia Sophistica
- Salomon de Blauenstein (ein Pseudonym eines Kritikers von Kircher): Interpellatio brevis ad Philosophos pro Lapide Philosophorum contra Antichimisticum Mundum Subterraneum Athanasii Kircheri Jesuitæ
- Gabriel Clauder: Tractatus de Tinctura Universali, ubi in specie contra R. P. Athanasium Kircherum pro existentia Lapidis Philosophici disputatur
- Daniel Georg Morhof: De Metallorum Transmutatione ad . . . Joelem Langelottum Epistola,
- Philippus Jacobus Sachs a Levvenheimb (Philipp Jakob Sachs von Löwenheim): Aurum Chymicum,
- Joh. Fridericus Helvetius (Johann Friedrich Schweitzer): Vitulus aureus quem mundus adorat et orat, in quo tractatur de rarissimô Naturæ Miraculo Transmutandi Metalla, nempe quomodo tota Plumbi Substantia, vel intra momentum, ex quavis minima Lapidis veri Philosophici particula in Aurum obryzum commutata fuerit Hagæ Comitis,
- Joannes Chrysippus Fanianus:[1] De Iure Artis Alchemiæ, hoc est variorum Autorum & praesertim Jurisconsultorum Judicia & Responsa ad Quæstionem An Alchemia sit Ars Legitima,
- Gulielmus Johnsonus (William Johnson): Lexicon Chymicum,
- Gulielmus Johnsonus: Lexicon Chymicum. Liber Secundus,
- Petrus Joannes Faber (Pierre-Jean Fabre): Manuscriptum . . . Res Alchymicorum obscuras extraordinaria perspicuitate explanans,
- Petrus Joannes Faber: Epistolæ aliquot,
- Joannes Joachim Becher: Oedipus Chymicus, obscuriorum Terminorum & Principiorum Chymicorum Mysteria aperiens et resolvens,
- Theobaldus de Hoghelande (Theobaldus van Hoghelande, um 1560–1608): De Alchimiæ Difficultatibus Liber, in quo docetur, quid scire quidque vitare debeat vere Chemiæ studiosus ad perfectionem aspirans
- Cato Chemicus (Johann Ludwig Hannemann): Tractatus quo veræ ac genuinæ Philosophiæ Hermeticæ & fucatæ ac sophisticæ Pseudo-Chemiæ, & utriusque Magistrorum Characterismi accurate delineantur
- Hermes Trismegistus: Tabula Smaragdina. Cui titulus Verba Secretorum Hermetis Trismegisti W. Chr. Kriegsmanni & Gerardi Dornei Commentariis illustrata,
- Arnoldus de Villa Nova: Testamentum,
- Hermes Trismegistus: Expositiones Dornei,
- Hermes Trismegistus: Tractatus Aureus de Lapidis Physici Secretô, in septem Capitula divisus, cum Scholiis Anonymi,
- Turba Philosophorum ex antiquo Manuscripto Codice excerpta, qualis nulla hactenus visa fuerat editio,
- In Turbam Philosophorum Sermo unus Anonymi,
- Allegoriæ Sapientum supra Librum Turbæ Philosophorum XXIX Distinctiones,
- Turbæ Philosophorum aliud exemplar
- Allegoriæ super librum Turbæ
- Ænygma ex visione Arislei Philosophi & Allegoriis Sapientum,
- Exercitationes in turbam Philosophorum
- Artephius: Liber qui Clavis majoris Sapientiæ dicitur,
- Calid (Chalid ibn Yazid, siehe auch Morienus): Liber de Compositione Alchemiæ quem edidit Morienus Romanus, Calid Regi Ægyptiorum; quem Robertus Castrensis de Arabico in Latinum transtulit
- Geber: Summa Perfectionis Magisterii in suâ naturâ
- Geber: Liber Investigationis Magisterii,
- Geber: Testamentum
- Joannes Braceschus (Giovanni Bracesco): De Alchemia Dialogus veram et genuinam librorum Gebri sententiam explicens,.
- Joannes Gerhardus: Exercitationes per breves in Gebri Arabis summi Philosophi libros duos Summæ perfectionis,
- Rogerius Baco (Roger Bacon): De Alchymia Libellus cui titulus Speculum Alchemiae,
- Rogerius Baco: De Secretis operibus Artis & Naturæ et de Nullitate Magiæ Epistola (ad Guilielmum Parisiensem conscripta),
- Avicenna (Pseudo-Avicenna): Tractatulus de Alchemiâ,
- Avicenna: De Congelatione et Conglutinatione lapidum,
- Aristoteles (Pseudo-Aristoteles): De perfecto Magisterio Tractatus,
- Aristoteles: Tractatulus de practica lapidis philosophici,
- Arnaldus de Villanova: Thesaurus Thesaurorum & Rosarium Philosophorum, omnium Secretorum maximum secretum, de verissima compositione Naturalis Philosophiæ qua omne diminutum reducitur ad solificum & lunificum,
- Arnaldus de Villanova: Novum Lumen, I.
- Arnaldus de Villanova: Perfectum Magisterium & Gaudium transmissum ad inclytum Regem Aragonum, quod quidem est Flos Florum, Thesaurus omnium incomparabilis & Margarita,
- Arnaldus de Villanova: Epistola super Alchemia ad Regem Neapolitanum,
- Arnaldus de Villanova: Speculum Alchemiae,
- Arnaldus de Villanova: Carmen,
- Arnaldus de Villanova: Quæstiones tam Essentiales quam accidentales ad Bonifacium *Octavium cum suis Responsionibus,
- Arnaldus de Villanova: Semita semitæ,
- Arnaldus de Villanova: Testamentum,
- Raymundus Lullius: Testamentum, & primum de Theorica,
- Raymundus Lullius: Testamentum, Pars Practica super Philosophico Lapide,
- Joannes Gerhardus (Johann Gerhard): Analysis Partis Practica Raymundi Lullii in Testamento,
- Raymundus Lullius. Compendium Animæ Transmutationis Artis Metallorum, Ruperto Anglorum Regi transmissum,
- Raymundus Lullius: Testamentum novissimum, Carolo Regi dicatum,
- Raymundus Lullius: Testamenti novissimi pars altera
- Rajmundus Lullius: Elucidatio Testamenti,
- Raymundus Lullius: Liber dictus Lux Mercuriorum in quo explicatur quod in aliis Libris occultatum est,
- Raymundus Lullius: Experimenta in quibus veræ Philosophicæ Chemicæ Operationes clarissime traduntur,
- Raymundus Lullius: Liber Artis Compendiosæ quem Vademecum nuncupavit,
- Raymundus Lullius: Compendii Animæ Transmutationis Artis Metallorum aliud exemplar,
- Raymundus Lullius: Epistola de Accurtatione Lapidis Benedicti missa Anno 1412. Roberto Anglorum Regi,
- Raymundus Lullius: Liber Potestas Divitiarum dictus, in quo optima expositio Testamenti Hermetis continetur,
- Raymundus Lullius: Clavicula quae & Apertorium dicitur, in qua omnia quæ in opere Alchemiæ requiruntur, aperte declarantur,
- Raymundus Lullius: Compendium Artis Alchemiæ et Naturalis Philosophiæ,
- Raymundus Lullius: Tractatus de Lapide et Oleo Philosophorum
- Raymundus Lullius: Codicillus, seu Vademecum & Cantilena in quo fontes Alchemicae Artis ac Philosophiæ reconditioris uberrime traduntur,
- Joannes Braceschus (Giovanni Bracesco): Lignum Vitæ, seu Dialoeus ex Italico in Latinum versus à G. Gratorolo Physicæ, quo 70. Raymundi Lulli Scripta explicantur
- Liber Mutus Alchemiæ Mysteria filiis Artis nudis figuris, evidentissime aperiens

### Band 2
- Petrus Bonus: Margarita pretiosa novella,
- Joannes de Rupescissa: Liber Magisterii de confectione veri Lapidis Philosophorum,
  - Joannes de Rupescissa. Liber kucis,
- Rosarium Philosophorum,
- Rosarii Philosophorum aliud Exemplar . . . per Toletanum Philosophum maximum
- Rosarium Abbreviatum Ignoti
- Guido de Montanor:[2] Scala Philosophorum
- Clangor Buccinæ,
- Correctio Fatuorum,
- Marsilius Ficinus: Liber de Arte Chemica,
- Calid Filius Jaici (Chalid ibn Yazid): Liber Secretorum Artis,
- Calid Rex (Chalid ibn Yazid): Liber Trium Verborum,
- Merlinus (Pseudonym, an Merlin angelehnt): Allegoria,
- Thesaurus Philosophiæ,
- Aurelia Occulta cum Semoris Zadith Tractatulô de Chemia,
- Consilium Conjugii, seu de Massa Solis & Lunæ Libri III.,
- Ricardus Anglicus: Libellus utilissimus peri ChmeiaV, cui titulum fecit Correctorium,
- Georgius Ripleus: Liber Duodecim Portarum, ii,
- Thomas Northon (Thomas Norton): Tractatus Crede Mihi, seu Ordinale dictus,
- Joannes Dausten (John Dastin): Rosarium alcanum Philosophorum Secretissimum,
- Dialogus inter Naturam & filium Philosophiæ,
- Dionysius Zacharias (Denis Zachaire): Opusculum Chemicum,
- Nicolaus Flamellus: Commentarius in Dionysii Zacharii Opusculum Chemicum,
- Collectanea ex Democrito (Pseudo-Demokrit),
- Nicolaus Flamellus: Tractatus brevis, seu Summarium Philosophicum,
- Joannes Aurelius Augurellus (Giovanni Aurelio Augurello, 1441–1524): Chrysopoeia, & Vellus Aureum, seu Chrysopüia major & minor,
- Nathan Albineus (Nathan d'Aubigné de la Fosse):[3] Carmen Aureum,
- Nathan Albineus: Ænygma,
- Bernardus Trevisanus (Bernard von Trevisan): Liber de Secretissimo Philosophorum opere Chemico,
- Hermes: Tabula Smaragdina,
- Bernardus Trevisanus: Responsio ad Thomam de Bononiæ . . . super eodem Opere,
- Basilius Valentinus: Liber de magno Lapide Antiquorum Sapientum,
- Basilius Valentinus: Liber duodecim Clavium,
- Basilius Valentinus: De prima Materia Lapidis Philosophici,
- Basilius Valentinus: Brevis Appendix & perspicua repetitio aut iteratio in librum suum de Magno lapide Antiquissimorum,
- Gerardus Dorn (Gerhard Dorn): Congeries Paracelsicæ Chemiæ de Transmutationibus Metallorum,
- Michael Sendivogius: Novum Lumen Chemicum,
- Michael Sendivogius: Parabola, seu Ænigma Philosophicum,
- Michael Sendivogius: Dialogus Mercurii, Alchemistæ et Naturæ,
- Michael Sendivogius: Tractatus de Sulphure
- Michael Sendivogius. Apographus Epistolarum hactenus ineditarum super Chemia,
- Orthelius:[4] Commentarius in Novum Lumen Chemicum Michaelis Seudivogii XII. figuris in Germania repertis illustratum,
- Guilielmus Trognianus: De lapide,
- Hydrolithus Sophicus: seu Aquarium Sapientum
- Joannes Franciscus Picus Mirandulæ Dom. (Gianfrancesco Pico della Mirandola): Opus Aureum de Auro tum æstimando, tum conficiendo, tum utendo,
- Joannes Grasseus, alias Cortalasseus (Johann Grasshoff): Arca Arcani artificiossimi de Summis Naturæ Mysteriis, constructa ex Rustico ejus majore & minore, & Physica naturali rotunda, per visionem Cabalisticam descripta,
- Anonymus Discipulus Joannis Grassei: Mysterium Occultæ Naturæ; De duobus Floribus Astralibus Agricolæ minoris in ejus Arca Arcani Artificiosissimi contentis,
- d'Espagnet (Jean D’Espagnet): Enchiridion Physicæ restitutæ,
- d'Espagnet: Arcanum Hermeticæ Philosophiæ Opus in quo occulta Naturæ & Artis circa Lapidis Philosophorum materiam & operandi modum, canonice & ordinate fiunt manifesta,
- Philaletha (Irenäus Philalethes): Introitus apertus ad occlusum Regis Palatium,
- Philaletha: Tractatus de Metallorum Metamorphosi,
- Philaletha: Brevis Manuductio ad Rubinum Celestem,
- Philaletha: Fons Chemice Philosophie
- Joannes Ferdinandus Hertodt a Todtenfeldt (Johann Ferdinand Hertodt von Todtenfeld): Epistola Contra Philaletham,
- Anonymi ad precendentenn Epistolam Responsio,
- Liber Praxeos Alchemicæ cum Additionibus Libavii,
- Nicolaus Bernaudus (Nicolas Barnaud) a Crista Arnaudi Delphinas: In Ænygmaticum quoddam Epitaphium Bononiæ ante multa sæcula marmoreo Lapidi insculptum, Commentariolus Aelia Laelia Crispis,
- Carolus Caesar Malvasius (Carlo Cesare Malvasia): Extractum e Tractatu super eodem Epitaphio conscripto
- Pantaleon (Franz Gassmann): Bifolium Metallicum, seu Medicina duplex pro Metallis et Hominibus infirmis . . . in. venta . . .,
- Pantaleon. Tumulus Hermetis apertus
- Pantaleon. Examen Alchemisticum,
- Pantaleon: Disceptatio de Lapide Physico, in qua Tumbam Semiramidis ab Anonymo Phantastice non Hermetice sigillatam; jam vero reclusam, si sapiens inspexerit ipsam, promissis Regum Thesauris vacuam inveniet,
- Tumba Semiramidis Hermetice sigillata quam si sapiens aperuerit, non Cyrus ambitiosus, avarus, Regum ille thesauros divitiarum inexhaustos, quod sufficiat inveniat,
- Ludovicus de Comitibus (Ludovici Conti):[5] Tractatus de Liquore Alchaest, & Lapide Philosophorum, . . . item de Sale volatili tartari &c.,
- Ludovicus de Comitibus: Metallorum ac Metallicorum naturæ operum ex Orthophysicis fundamentis recens Elucidatio
- Ludovicus de Comitibus: Appendix Symbole Crucis aliqualem explicationem exhibens,
- Claudius Germain:[6] Icon Philosophiæ occultæ,
- Christianus Adolphus Balduinus (Christian Adolf Balduin, * 1632): Aurum superius & inferius Aure Superioris & Inferioris Hermeticum,
- Melchior Friben:[7] Brevis enumeratio hactenus a se in Chemia actorum,
- I. B.: De Spiritu Mundi Positiones aliquot
- Andreas Cnöffelius (Andreas Cnöffel, 1601–1658:[8]) Responsum ad Positiones de Spiritu Mundi, quod in se continet Reserationem Tumbæ Semiramidis,
- Trames facilis & planus ad Auream Hermetis Arcem recta perducens
- Daniel Stolcius de Stolcenberg (Daniel Stolz von Stolzenberg): Hortulus Hermeticus e Flosculis Philosophorum cupro incisis conformatus, & brevissimis versiculis explicatus; quo Chemie studiosi pro Philotheca uti, fessique Laboratoriorum ministri, recreari possint